# Celia Fremlin
Celia Fremlin, eg. Celia Margaret Goller, född 20 juni 1914 i Kingsbury i Brent i London, död 16 juni 2009 i Bournemouth i Dorset, var en brittisk författare. Fremlin studerade filologi och filosofi vid Oxfords universitet. Hon skrev psykologiska thrillers som börjar vardagligt men med krypande känsla av att något otäckt lurar.

## Verk översatta till svenska
- Timmarna före gryningen, 1962 (The hours before dawn)
- Det oundvikliga, 1963 (The troublemakers)
- Sju magra år, 1963 (Seven lean years)
- Svartsjuk, 1965 (The jealous one)
- I väntan på mord, 1968 (Prisoner's base)
- Äga och ägas, 1970 (Possession)

## Priser
Edgar Award 1960 för Timmarna före gryningen